# Vol Turkish Airlines 301
Le 26 janvier 1974, le vol Turkish Airlines 301, un vol intérieur régulier, assuré par un Fokker F28 de Turkish Airlines, à destination de l'aéroport Atatürk d'Istanbul, en Turquie, s'est écrasé lors du décollage depuis l'aéroport Adnan-Menderes, à Izmir, tuant 66 des 73 passagers et membres d'équipage présents à bord, et ne laissant que 7 survivants grièvement blessés.

## Avion et équipage
L'appareil impliqué est un Fokker F28-1000, immatriculé TC-JAO (numéro de série 11057). Il a effectué son premier vol le 5 septembre 1972, puis a rejoint la flotte d'avion de la Turkish Airlines le 9 janvier 1973. Il cumule 2 269 heures de vol et a effectué 3 133 cycles de vol (décollage/atterrissage) au moment de l'accident.
Le commandant de bord, et pilote en fonction du vol 301, est İlhan Günaydın (37 ans). Il est un ancien pilote de l'armée de l'air turque, diplômé en 1958. Il totalise 2 600 heures de vol sur différents avions militaires jusqu'à sa démission, et a rejoint Turkish Airlines en 1970. Il est devenu commandant de bord sur Fokker F28 en 1972 et, au moment de l'accident, cumulé 577 heures de vol sur ce type d'avion.
Le copilote est Kaya Künelgin (36 ans). C'est également un ancien pilote de l'armée de l'air turque, avec 2 794 heures de vol sur des avions militaires. Il a démissionné de l'armée de l'air en 1973, et a ensuite rejoint Turkish Airlines. Il totalise 395 heures de vol sur Fokker F28.
Un troisième membre d'équipage, le mécanicien navigant Erdal Parlakbilek, est également présent dans le cockpit. Il y a deux membres du personnel navigant commercial (PNC) en cabine : Aynur Sürücü et Serap Özgenç.

## Accident
Le commandant Günaydın a effectué la vérification pré-vol avant le décollage, et l'équipage s'est déclaré prêt à décoller à la tour de contrôle, à 7 h 07 heure locale (5 h 07 GMT), pour se rendre à Istanbul. L'avion a effectué le roulage jusqu'à la piste 35, après avoir reçu l'autorisation du contrôle aérien.
Le vol 301 a effectué le décollage, après avoir utilisé 3 200 pieds (980 m) de piste, et a grimpé jusqu'à une altitude maximale de 26 à 33 pieds (8 à 10 m) au-dessus du sol, après quoi l'appareil a commencé à s'incliner vers la gauche et à perdre rapidement de l'altitude. L'aile gauche est entrée en contact en premier avec le sol, suivie par le côté gauche du fuselage qui a heurté le talus de 50 cm à proximité d'un fossé de drainage situé à 92 pieds (28 m) à gauche de la piste.
La violence de l'impact a rompu le réservoir de carburant situé à l'intérieur de l'aile gauche, provoquant l'incendie de l'avion. Le Fokker F28 a ensuite commencé à se briser en morceau, avec la partie arrière se séparant en premier du reste du fuselage. La section avant de l'avion s'est déplacée plus loin, jusqu'à ce qu'elle s'immobilise finalement à 150 mètres de la piste 35.

## Recherches et sauvetage
Des témoins de l'accident se sont rapidement rendus sur les lieux du crash pour aider à l'évacuation. Les services d'urgence de l'aéroport étaient déjà en alerte lorsque l'avion a démarré ses moteurs et se sont rapidement rendus sur les lieux de l'accident. Dix minutes plus tard, une équipe de pompiers de la base aérienne de Gaziemir et de la ville elle-même est arrivée pour aider à maîtriser l'incendie, qui a été éteint en 30 minutes. Les deux enregistreurs de vol (CVR et FDR) a été retrouvé en bon état.
L'ensemble de l'appareil, à l'exception du cockpit et de la queue, a été détruit par le feu, ce qui a rendu impossible le sauvetage de l'ensemble des occupants avec les installations disponibles à l'aéroport. Le ministre des Transports Ferda Güley (en), qui a pris ses fonctions seulement un jour avant l'accident, a demandé la présence d'un neurochirurgien pour un membre d'équipage grièvement blessé. L'enlèvement de l'épave a commencé le 28 janvier, la piste a été dégagée et l'aéroport a été ouvert le même jour.

## Enquête
L'enquête a révélé que l'avion a passé la nuit précédent l'accident à l'extérieur, dans des conditions météorologiques hivernales (température de 0 °C (32 °F), avec 95 % d'humidité dans l'air), provoquant une accumulation de givre sur les ailes et les gouvernes, ce que l'équipage n'a pas remarqué lors de la vérification avant le départ.
Pendant le décollage, les pilotes ont effectué une rotation excessive de l'avion, avec un angle d'attaque trop élevé, ce qui, combiné à la présence de givre sur les ailes, l'a fait immédiatement entrer en décrochage, et la faible altitude de l'avion a rendu impossible toute récupération par les pilotes.
Les enquêteurs ont également conclut que, s’il n’y avait pas eu de givre sur les ailes, l’avion aurait pu décollé en toute sécurité malgré la rotation trop rapide.